# Кровопивці
«Кровопивці» (рос. Пьющие кровь) — радянський фільм 1991 року, екранізація повісті Олексія Толстого «Упир».

## Синопсис
Руневський знайомиться на одному з балів із чарівною дівчиною Дашею. У її родичів неподалік є маєток. Молодого князя запрошують погостювати. Та, виявляється, що у сім'ї його нової знайомої є великий недолік — вони вампіри.

## У ролях
- Марина Владі — Марія Сугробіна, генеральша
- Андрій Соколов — Олександр Руневський
- Марина Майко — Дашенька Сугробіна, наречена Руневского
- Донатас Баніоніс — Семен Теляєв
- Марія Жукова - пані Мітіч